# Ашина Шээр
Ашина Шээр (кит. трад. 阿史那社爾, упр. 阿史那社尔, пиньинь ēshǐnuó shèěr, палл. Ашина Шээр, устар. Ашина Шени; 609—655) — тюрок из рода Ашина, танский военачальник.

## Биография
Был вторым сыном Восточно-тюркского кагана Чуло-хана. Уже в 11 лет командовал тюркскими войсками в Гоби, командовал телесами и сеяньто. В 626 году, Кат Иль-хан Багадур-шад начал крупную кампанию против Тан, в это время племя чжухоу (诸族) решило отколоться от каганата и объединилось с западным каганом Юкуком.
Наступление Ли Шиминя в 628 году вынудило Шээра отступить на запад и разгромить войска Тун-Джабгу хана. Там Шээр провозгласил себя Дубу-каганом что, впрочем не было утверждено съездом тюркских князей. Вскоре, не обращая внимание на советы, он повёл войска против Сеяньто, желая отомстить за восстание против Восточного кагана. Шээр был разбит и бежал в Гаочан. В 635 году, Шээр решил отомстить Западному кагану и, собрав всех кого мог, перешёл на сторону Тан. Император назначил его командующим кавалерии. Вскоре он женился на младшей сестре императора (и 14-й дочери Ли Юаня) Хэнъян-гунчжу.
В 640 году Шээр был назначен командующим военного округа, и месте с Хоу Цзюньцзи участвовал в кампании против Гаочана (Завоевание Западного края империей Тан). По окончании кампании ему был пожалован титулом гогуна (3-я степень по знатности). Вскоре после этогоон был направлен на войну Тан против Когурё — Когурёско-танские войны. Участвовал в походе против Сюеяньто. Неоднократно проявлял храбрость, был награждён. Прославился неподкупностью.
В 647 году император назначил его командовать войсками против Куча и Карашара. Его помощником был назначен Циби Хэли. Стотысячная тюркско-танская армия разбила войско Кучи и принудила Хотан к капитуляции.
Когда Ли Шиминь умер, Шээр пытался броситься в его могилу, чтобы быть похороненным вместе с императором или остаться в мавзолее для его охраны. Тан Гао-цзун отговорил его и назначил его правым верховным главнокомандующим. в 653 году Шээр был снова награждён.
В 655 году Шээр умер в возрасте 46 (47 по китайскому счёту) лет и был похоронен в мавзолее Тай-цзуна. На могиле поставлена памятная стела, описывающая его подвиги. Назначено посмертное имя: Юань (元)。Оставил после себя новорожденного сына — Ашина Даочжэня, который стал военным и участвовал в походе 670 года против Тибета.